# 特魯山
80°12′S 26°51′W / 80.200°S 26.850°W
特魯山是南極洲的山峰，位於科茨地，處於韋甘斯山東南面1.9公里，屬於沙克爾頓山脈的一部分，是拉格朗日冰原島峰的東北端，海拔高度850米。